# 沃斯克列先卡 (布倫區)
51°6′30″N 33°49′7″E / 51.10833°N 33.81861°E
沃斯克雷森卡（烏克蘭語：Воскресенка）是位於烏克蘭東北部的村莊，由蘇梅州科諾托普區的布林市鎮負責管轄。該村距離米科拉伊夫卡2.5公里，海拔高度158米，2001年該村落人口950。